# Magyar Plakát Társaság
A Magyar Plakát Társaság (MPT) a magyar és az egyetemes plakátművészet hagyományainak és szellemének ápolására, a plakátművészet esztétikai értékeinek és etikai normáinak őrzése alakított művészeti társulás. Tizenhárom plakátművész alapította 2004-ben. A Társaság voltaképpen az 1983-ban alakult DOPP csoport kibővüléseként jött létre. 
A Magyar Plakát Társaság szervezi a PosterFest Budapest nemzetközi plakát biennálét.

## Az alapító művészek
Árendás József (alelnök), Balogh István, Bányai István, Baráth Ferenc, Ducki Krzysztof, Felvidéki András, Kemény György, Keresztes Dóra, Orosz István, Pinczehelyi Sándor (elnök), Pócs Péter, Vladislav Rostoka, Schmal Károly.

## Tagok
Anna Gizella, Árendás József, Bagossy Levente, Csordás Zoltán, Bakos István, Bakos Katalin, Balogh István(†), Bányai István, Baráth Dávid, Baráth Ferenc, Bartos Mónika, Darvas Árpád, Dombovári Ágnes, Ducki Krzysztof, E. Zsemberi-Szígyártó Miklós,Faniszló Ádám, Felvidéki András, Gál Krisztián, Gyárfás Gábor, Horkay István, Jerger Krisztina, Kapitány Attila, Katona Anikó, Kemény György, Keresztes Dóra, Korolovszky Anna, Kulinyi István, Molnár Gyula, Orosz István, Pinczehelyi Sándor, Reisinger Dan, Rostoka Vladislav, Schmal Károly, Sz. Eszteró Anett, Szilvásy Nándor, Szőnyeg-Szegvári Eszter, Szugyiczky István, Takács Malgorzata, Tóth Andrej, Tóth Tamás, Varga Gábor Farkas

## A Társaság által szervezett kiállítások, projektek
- 2018 PosterFest, Tesla, Budapest
- 2016 PosterFest, ELTE, Gömb aula, Budapest
- 2016 Elmúlt 10 év plakátjai (válogatás az MPT tagjainak munkáiból), A vértes Agorája, Tatabánya
- 2016 Budapest Like Posters, Klebelsberg Kultúrkúria, Budapest
- 2015 B1/B’32 Plakátkiállítás a Magyar Kultúra Napja alkalmából, B’32 és Trezor Galéria, Budapest
- 2015 A Magyar Plakát Társaság plakátjaiból, Klebelsberg Kultúrkúria, Budapest
- 2015 Global Warming, Greenpeece plakátok
- 2015 Plakát selfie, FUGA Építészeti Központ, Budapest
- 2014 Ybl 200 – Magyar Építőművészek Szövetsége Székháza, Budapest
- 2013 Pizza all’ Ungherese – Római Magyar Akadémia, Róma
- 2013 Plakátok a FUGA-ban – FUGA Építészeti Központ, Budapest
- 2013 Pizza all’ Ungherese – Olasz Intézet, Budapest
- 2013 Posters from Pécs to Rome – Pécsi Galéria
- 2012 Climatic Change – Plakát kiállítás, Képviselőház, Budapest
- 2012 Visual Pollution – Józsefvárosi Galéria, Budapest
- 2011 Visual Pollution – Plakát ház, Nagykanizsa
- 2009 Égitestek, Földi testek – A csillagászat Éve, Klebelsberg Kultúrkúria, Budapest
- 2007 Éghajlatváltozás és ami mögötte van – kiállítás a Magyar Parlamentben
- 2006 Prága, Lengyel Intézet, Budapest
- 2006 1956–2006 Plakátok a forradalom tiszteletére, Lengyel Intézet, Budapest
- 2006 Bartók Béla 125 – Lengyel Intézet, Budapest
- 2005 József Attila 100 – Kiállítás a költő századik születésnapján, Lengyel Intézet
- 2005 Plakátok, Lengyel Intézet, Budapest